# The Rough Neck
The Rough Neck er en amerikansk stumfilm fra 1919 af Oscar Apfel.

## Medvirkende
- Montagu Love som John Masters
- Robert Broderick som Horace Masters
- George De Carlton som Armitage
- Barbara Castleton som Frances
- Frank Mayo som Ellery Dale